# Andrus Ansip
Andrus Ansip, född 1 oktober 1956, är en estnisk politiker. Han är sedan valet 2019 ledamot av Europaparlamentet. Han var tidigare partiledare för Reformpartiet (estniska: Reformierakond) 2004–2014, Estlands premiärminister 2005–2014 och vice ordförande i Europeiska kommissionen med ansvar för den digitala marknaden i kommissionen Juncker 2014–2019.
Den 31 mars 2005 nominerade president Arnold Rüütel Ansip till att bilda en ny regering efter den förre premiärministern Juhan Parts avgång. Den 12 april godkändes hans koalition med Keskerakond ("Centerpartiet") och Rahvaliit ("Folkpartiet") av det estniska parlamentet och Ansip blev därigenom Estlands premiärminister.
I valet år 2007 fick Ansips parti Estniska reformpartiet 27% av rösterna och blev största parti. Ansip fick då i uppgift av president Toomas Hendrik Ilves att bilda regering. Denna gång bildade han regering i koalition med Isamaa ja Res Publica Liit (IRL) (Förbundet Fäderneslandet och Res Publica) och Socialdemokraterna. År 2009 lämnade Socialdemokraterna regeringen och Ansip fortsatte att regera i minoritet i koalition med IRL.
I valet 2011 blev Ansips parti åter största parti och kom att bilda en ny regering i koalition med Isamaa ja Res Publica Liit (IRL) (Förbundet Fäderneslandet och Res Publica). Den 4 mars 2014 inlämnade Ansip sin avskedsansökan som premiärminister till presidenten. Den 26 mars 2014 efterträddes han av Taavi Rõivas.
Ansip har under Sovjettiden varit medlem i Estniska Kommunistpartiet och var under åren 1986–88 anställd som instruktör och chef för organisationsavdelningen vid kommunistpartiets distriktskommitté i Tartu. Senare var han verksam inom banksektorn samt i det privata näringslivet, innan han 2004 ånyo började ägna sig åt politiken. 
Under åren 1998–2004 var han borgmästare i Tartu. År 2004–2005 var han ekonomi- och kommunikationsminister.
Ansip har suttit i Europaparlamentet sedan 2019, och han är numera vice ordförande för utskottet för den inre marknaden och konsumentskydd samt ledamot i delegationen för förbindelserna med Panafrikanska parlamentet. Dessutom är han suppleant i utskottet för industrifrågor, forskning och energi, delegationen för förbindelserna med Israel och för delegationen till den parlamentariska församlingen för unionen för Medelhavsområdet.